# Dieter Moebius
Dieter Moebius (San Galo, 16 de enero de 1944 - 20 de julio de 2015) fue un músico suizo-alemán, conocido por su participación en el dúo Cluster y por una vasta gama de colaboraciones con otros músicos, además de su carrera como solista. 
Se le considera uno de los pioneros de la música electrónica, especialmente del ambient y el techno.

## Biografía

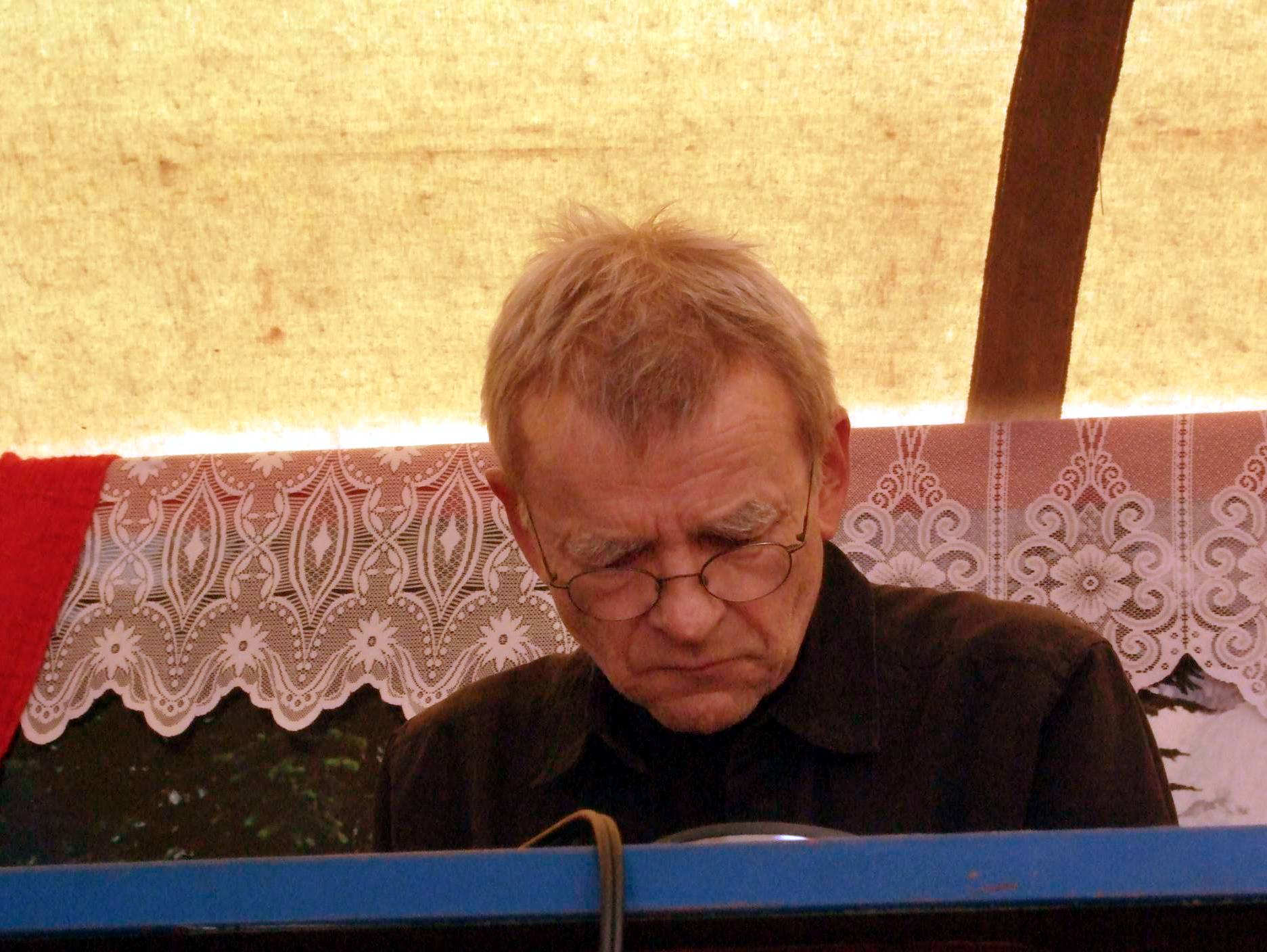
Moebius en el Fusion Festival de 2010

Moebius estudió arte en Bruselas y Berlín, donde conoció a Hans-Joachim Roedelius y Conrad Schnitzler, con los que fundó la banda Kluster en 1969.

“Estar en Berlín en 1968 era como estar en una isla, teníamos algo que hacer y mientras lo hacíamos, creamos un lenguaje”
Moebius (Diario El País) 

Tras la partida de Schnitzler en 1971 el ahora dúo cambió su nombre a Cluster. Años después, y de forma paralela a su trabajo en Cluster, Moebius y Roedelius fundaron la banda Harmonia con Michael Rother integrante de NEU!. Tanto Harmonia como Cluster tuvieron colaboraciones posteriores con el inglés Brian Eno.
Paralelamente, desde los ochenta, Dieter Moebius se involucró en numerosos proyectos con músicos como Conny Plank, Mani Neumeier de Guru Guru, además de desarrollar una carrera solista que comenzó con Tonspuren en 1983.
En noviembre de 2007 realizó una gira junto con Michael Rother, en la que Harmonia se reuniría el 27 de noviembre en un concierto en la Haus der Kulturen der Welt, en Berlín, presentándose en vivo por primera vez desde 1976.
El 20 de julio de 2015 sus amigos y conocidos, a través de redes sociales, revelaron el fallecimiento del artista. No obstante las causas y el lugar donde sucedió no trascendieron.

## Discografía
Con Kluster y Cluster:
- Ver Kluster y Cluster

Con Harmonia:
- Musik Von Harmonia (1973)
- Deluxe (1975)
- Tracks & Traces (1997) (grabado en 1976 con Brian Eno)
- Live 1974 (2007)

Con Cluster & Eno:
- Cluster & Eno (1977)
- After the Heat (1978)

Con Liliental:
- Liliental (1978)

Con Moebius & Plank:
- Rastakraut Pasta (1980)
- Material (1981)
- En Route (1995) (grabado en 1986)

Con Cosmic Couriers:
- Other Places (1996)

Álbumes solistas y colaboraciones:
- Strange Music (1982) con Gerd Beerbohm
- Tonspuren (1983)
- Double Cut (1983) con Gerd Beerbohm
- Zero Set (1983) con Conny Plank y Mani Neumeier
- Blue Moon (1986)
- Ersatz (1990) con Karl Renziehausen
- Ersatz II (1992) con Karl Renziehausen
- Ludwig's Law (1998) con Conny Plank y Mayo Thompson
- Blotch (1999)
- Nurton (2006)
- Kram (2009)
- Ding (2011)
- Moebius & Tietchens (2012) con Asmus Tietchens